# Niños del carretón
Les Enfants à la charrette
Niños del carretón (« Les Enfants à la charrette ») est un tableau de Francisco de Goya réalisé en 1779, qui fait partie de la troisième série de cartons pour tapisserie destinée à la chambre du Prince des Asturies au Palais du Pardo.

## Contexte de l'œuvre
Tous les tableaux de la troisième série sont destinés à la chambre du Prince des Asturies, c'est-à-dire de celui qui allait devenir Charles IV et de son épouse Marie Louise de Parme, au palais du Pardo. Le tableau fut livré à la Fabrique royale de tapisserie en 1779.
Il fut considéré perdu jusqu'en 1869, lorsque la toile fut découverte dans le sous-sol du Palais royal de Madrid par Gregorio Cruzada Villaamil, et fut remise au musée du Prado en 1870 par les ordonnances du 19 janvier et du 9 février 1870, où elle est exposée dans la salle 92. La toile est citée pour la première fois dans le catalogue du musée du Prado en 1876.
La série était composée de La Feria de Madrid, El Cacharrero, El Militar y la señora, La Acerolera, Muchachos jugando a soldados, Niños del carretón et El Juego de pelota a pala.

## Analyse
Le tableau montre une ambiance madrilène festive, comme pour Le Marchand de vaisselle et La Vendeuse de cenelle. Goya exploite les thèmes enfantins comme pour Enfants jouant aux soldats et les Garçons cueillant des fruits. Il représente ici deux enfants sur un chariot jouant de la musique.
Le tableau est organisé par des fonds parallèles, un tronc d’arbre séparant les divers espaces. Les effets de lumière sont réduits à des coups de pinceaux légers sur les vêtements des enfants, sont, ici encore, une référence à Velázquez.

## Postérité
La toile fut volée en 2006 par Steve Lee Olson, lors de son transfert à New York pour une exposition et fut récupérée par la police peu après.